# Ricardo Villalobos
Ricardo Villalobos (Cidade do México, 2 de fevereiro de 1981) é um jogador da seleção nacional mexicana de futebol de praia. Atua como atacante.

## Títulos
Vasco da Gama
- Campeão do Mundialito de Clubes de Futebol de Areia (2011)

Seleção do México
- Campeão das Eliminatórias da CONCACAF para a Copa do Mundo de Futebol de Areia (2008)

## Campanhas de Destaque
Vasco da Gama
- Terceiro colocado do Mundialito de Clubes de Futebol de Areia (2012)

Seleção do México
- Vice-campeão da Copa do Mundo de Futebol de Areia (2007)
- Vice-campeão das Eliminatórias da CONCACAF para a Copa do Mundo de Futebol de Areia (2007)

## Prêmios Individuais
- Melhor Jogador das Eliminatórias da CONCACAF para a Copa do Mundo de Futebol de Areia (2008)